# Valleroy-le-Sec
Pour les articles homonymes, voir Valleroy.
Valleroy-le-Sec est une commune française située dans le département des Vosges, en région Grand Est.

## Géographie

### Localisation
Située à 5 km à l'est de Vittel, Valleroy-le-Sec doit son nom à sa localisation sur la ligne de partage des eaux entre les bassins de la Meuse et de la Saône. On le distingue ainsi de Valleroy-aux-Saules.

### Géologie et relief
Le plateau qu'occupe la commune est inclus dans les monts Faucilles qu'on franchit au sud, en direction de Darney, par le col des Clochettes (415 m).

### Sismicité
Commune située dans une zone 2 de sismicité faible.
| Vittel      |                 | Haréville         |
|             | Valleroy-le-Sec |                   |
| Thuillières |                 | Monthureux-le-Sec |

### Hydrographie et les eaux souterraines
Hydrogéologie et climatologie : Système d’information pour la gestion des eaux souterraines du bassin Rhin-Meuse :
Territoire communal : Occupation du sol (Corinne Land Cover); Cours d'eau (BD Carthage),
Géologie : Carte géologique; Coupes géologiques et techniques,
 Hydrogéologie : Masses d'eau souterraine; BD Lisa; Cartes piézométriques.

#### Réseau hydrographique
La commune est située dans le bassin versant du Rhin et le bassin versant de la Meuse au sein du bassin Rhin-Meusele bassin versant de la Meuse. Elle est drainée par le ruisseau le Petit Vair,.
Le Petit Vair, d'une longueur totale de 15,6 km, prend sa source dans la commune de Thuillières et se jette dans le Vair à Saint-Remimont, en limite avec Belmont-sur-Vair, après avoir traversé six communes.

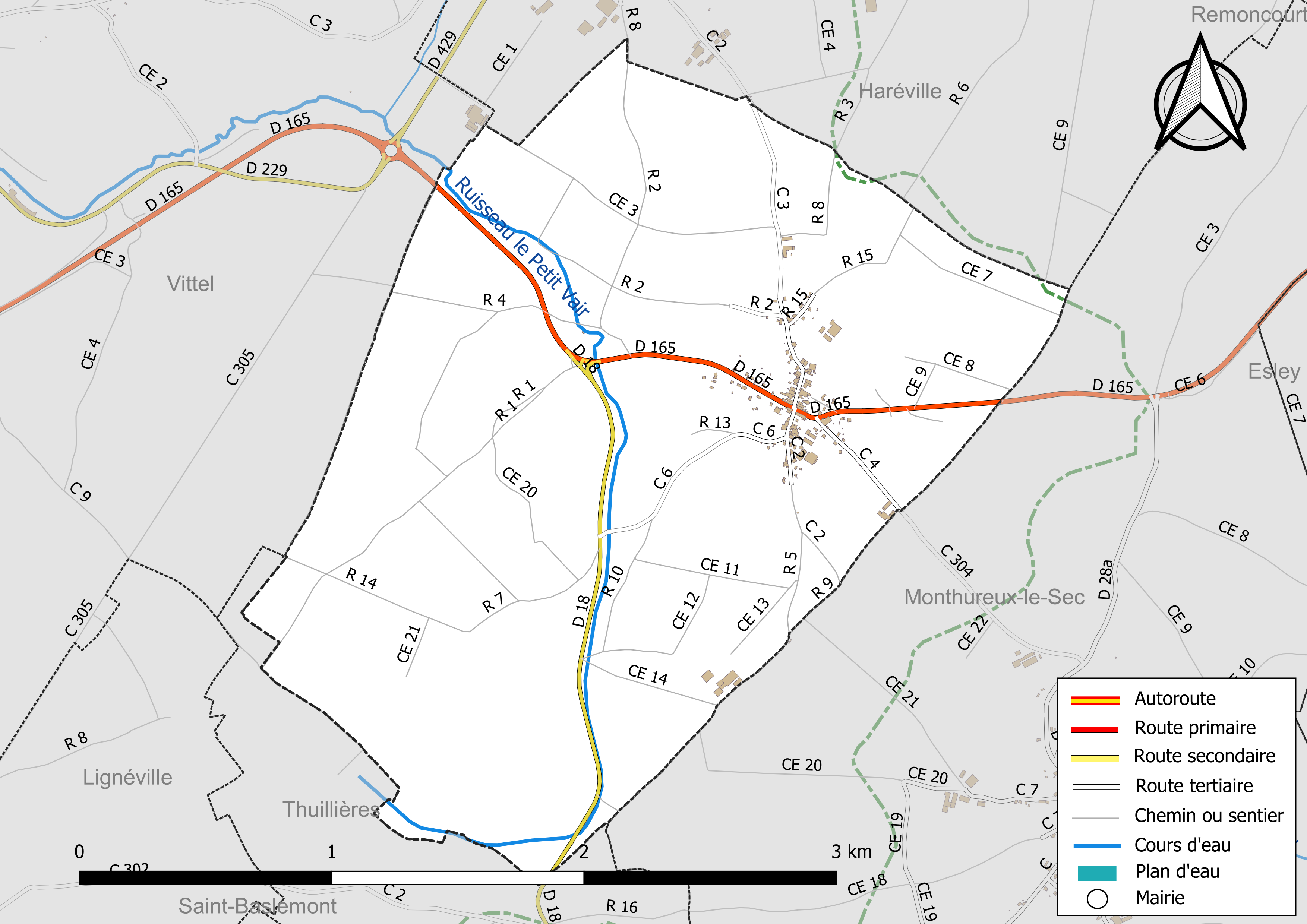
Réseaux hydrographique et routier de Valleroy-le-Sec.

#### Gestion et qualité des eaux
Le territoire communal est couvert par le schéma d'aménagement et de gestion des eaux (SAGE) « Nappe des Grès du Trias Inférieur ». Ce document de planification, dont le territoire comprend le périmètre de la zone de répartition des eaux de la nappe des Grès du trias inférieur (GTI), d'une superficie de 1 497 km2, est en cours d'élaboration. L’objectif poursuivi est de stabiliser les niveaux piézométriques de la nappe des GTI et atteindre l'équilibre entre les prélèvements et la capacité de recharge de la nappe. Il doit être cohérent avec les objectifs de qualité définis dans les SDAGE Rhin-Meuse et Rhône-Méditerranée. La structure porteuse de l'élaboration et de la mise en œuvre est le conseil départemental des Vosges.
La qualité des cours d’eau peut être consultée sur un site dédié géré par les agences de l’eau et l’Agence française pour la biodiversité.

### Climat
Pour des articles plus généraux, voir Climat du Grand Est et Climat des Vosges.
En 2010, le climat de la commune est de type climat de montagne, selon une étude du Centre national de la recherche scientifique s'appuyant sur une série de données couvrant la période 1971-2000. En 2020, Météo-France publie une typologie des climats de la France métropolitaine dans laquelle la commune est dans une zone de transition entre le climat océanique altéré et le climat océanique altéré et est dans la région climatique  Lorraine, plateau de Langres, Morvan, caractérisée par un hiver rude (1,5 °C), des vents modérés et des brouillards fréquents en automne et hiver. 
Pour la période 1971-2000, la température annuelle moyenne est de 9,4 °C, avec une amplitude thermique annuelle de 17,1 °C. Le cumul annuel moyen de précipitations est de 1 008 mm, avec 13,4 jours de précipitations en janvier et 9,7 jours en juillet. Pour la période 1991-2020, la température moyenne annuelle observée sur la station météorologique de Météo-France la plus proche, « Lignéville », sur la commune de Lignéville à 5 km à vol d'oiseau, est de 10,3 °C et le cumul annuel moyen de précipitations est de 856,3 mm. 
La température maximale relevée sur cette station est de 38,7 °C, atteinte le 25 juillet 2019 ; la température minimale est de −17,5 °C, atteinte le 20 décembre 2009,,. 
Les paramètres climatiques de la commune ont été estimés pour le milieu du siècle (2041-2070) selon différents scénarios d'émission de gaz à effet de serre à partir des nouvelles projections climatiques de référence DRIAS-2020. Ils sont consultables sur un site dédié publié par Météo-France en novembre 2022.

## Urbanisme

### Typologie
Au 1er janvier 2024, Valleroy-le-Sec est catégorisée commune rurale à habitat dispersé, selon la nouvelle grille communale de densité à sept niveaux définie par l'Insee en 2022.
Elle est située hors unité urbaine. Par ailleurs la commune fait partie de l'aire d'attraction de Vittel - Contrexéville, dont elle est une commune de la couronne,. Cette aire, qui regroupe 72 communes, est catégorisée dans les aires de moins de 50 000 habitants,.

### Occupation des sols
L'occupation des sols de la commune, telle qu'elle ressort de la base de données européenne d’occupation biophysique des sols Corine Land Cover (CLC), est marquée par l'importance des territoires agricoles (83,3 % en 2018), une proportion identique à celle de 1990 (83,3 %). La répartition détaillée en 2018 est la suivante : 
terres arables (68,6 %), prairies (12,2 %), forêts (12,2 %), zones urbanisées (4,5 %), zones agricoles hétérogènes (2,6 %). L'évolution de l’occupation des sols de la commune et de ses infrastructures peut être observée sur les différentes représentations cartographiques du territoire : la carte de Cassini (XVIIIe siècle), la carte d'état-major (1820-1866) et les cartes ou photos aériennes de l'IGN pour la période actuelle (1950 à aujourd'hui).

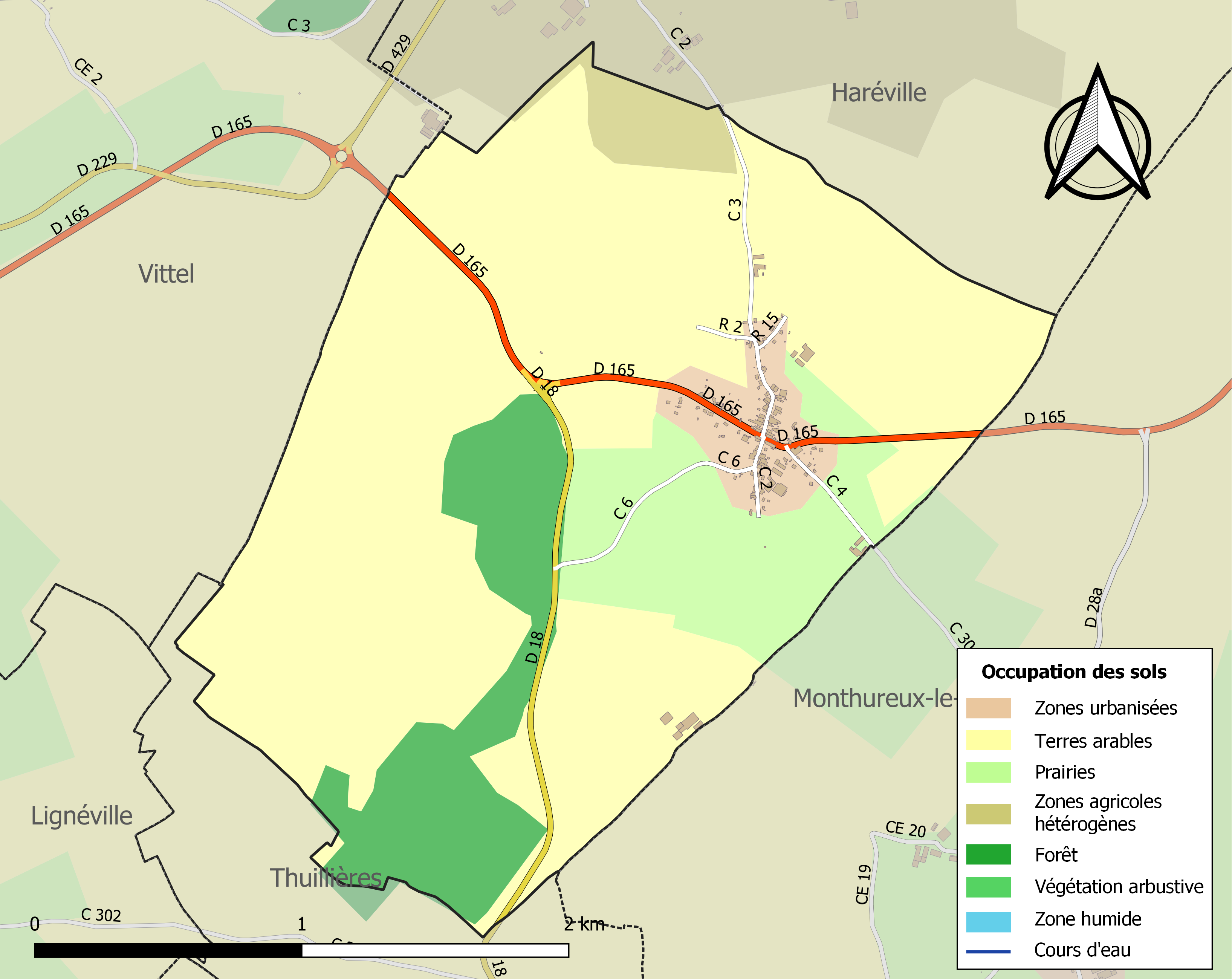
Carte des infrastructures et de l'occupation des sols de la commune en 2018 (CLC).

### Voies de communications et transports

#### Voies routières
- Autoroute A31 : Échangeurs Bulgnéville, Châtenois.

#### Transports en commun

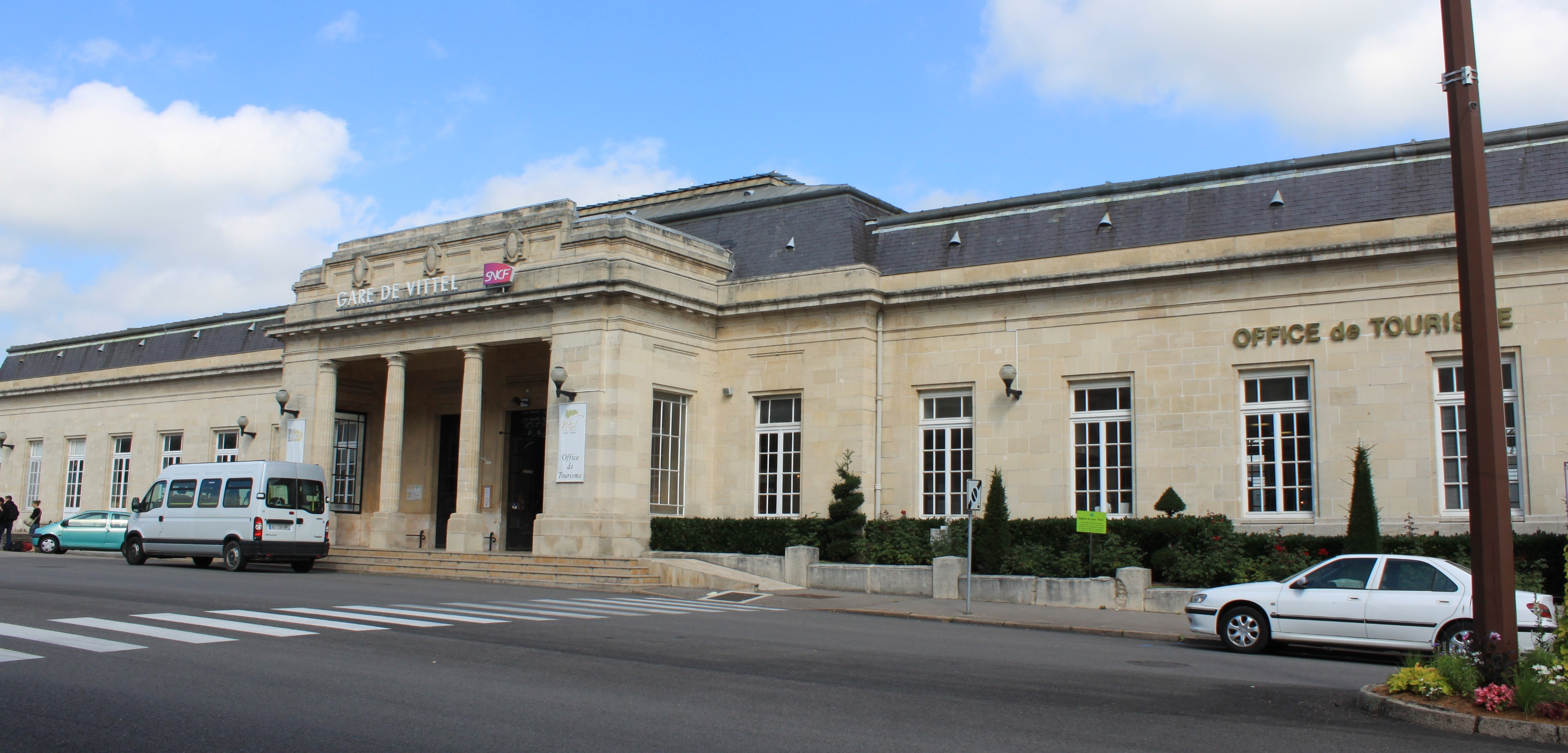
Gare de Vittel.

- Fluo Grand Est.

#### Lignes SNCF
- Gare de Contrexéville
- Gare de Vittel

## Toponymie
Le nom de la localité est attesté sous les formes Grangiam de Walereis (1187) ; Valleroy le Sec (1501) ; Villeroy (1509) ; Val le Roy (1540) ; Valeroy le Secq (1543) ; Valeroy le Secq (1656) ; Vallerois le Secq (XVIIIe siècle) ; Vallis Regia sicca (1768).

Peut-être du bas latin vallaria « remparts » et le suffixe collectif -etum, dont le sens serait : « ensemble de remparts ».

## Histoire
La voie romaine Langres-Strasbourg empruntait le col des Clochettes.
Le village de Valleroy-le-Sec, Vallis regia sicca, faisait partie de l'ancienne province de Champagne et dépendait de la seigneurie de Monthureux-le-Sec et du bailliage de Langres.
L'église a été construite vers 1680. La cure était du patronage du chapitre de Remiremont.
De 1790 à l'an IX, Valleroy-le-Sec était rattachée au canton de Lignéville.

## Politique et administration
| Période                                  | Période    | Identité                      | Étiquette | Qualité            |
| ---------------------------------------- | ---------- | ----------------------------- | --------- | ------------------ |
| Les données manquantes sont à compléter. |            |                               |           |                    |
| mars 1977                                | 1982       | Jeanne Pill (1926-2005)       |           | Assistante sociale |
|                                          | mars 2001  | Jean-Claude Colin             |           |                    |
| mars 2001                                | mars 2008  | Olivier Grosjean (né en 1975) |           |                    |
| mars 2008                                | avril 2014 | Jean-Marie Revoy              |           |                    |
| avril 2014                               | En cours   | Claude Vançon                 |           |                    |

### Budget et fiscalité 2022

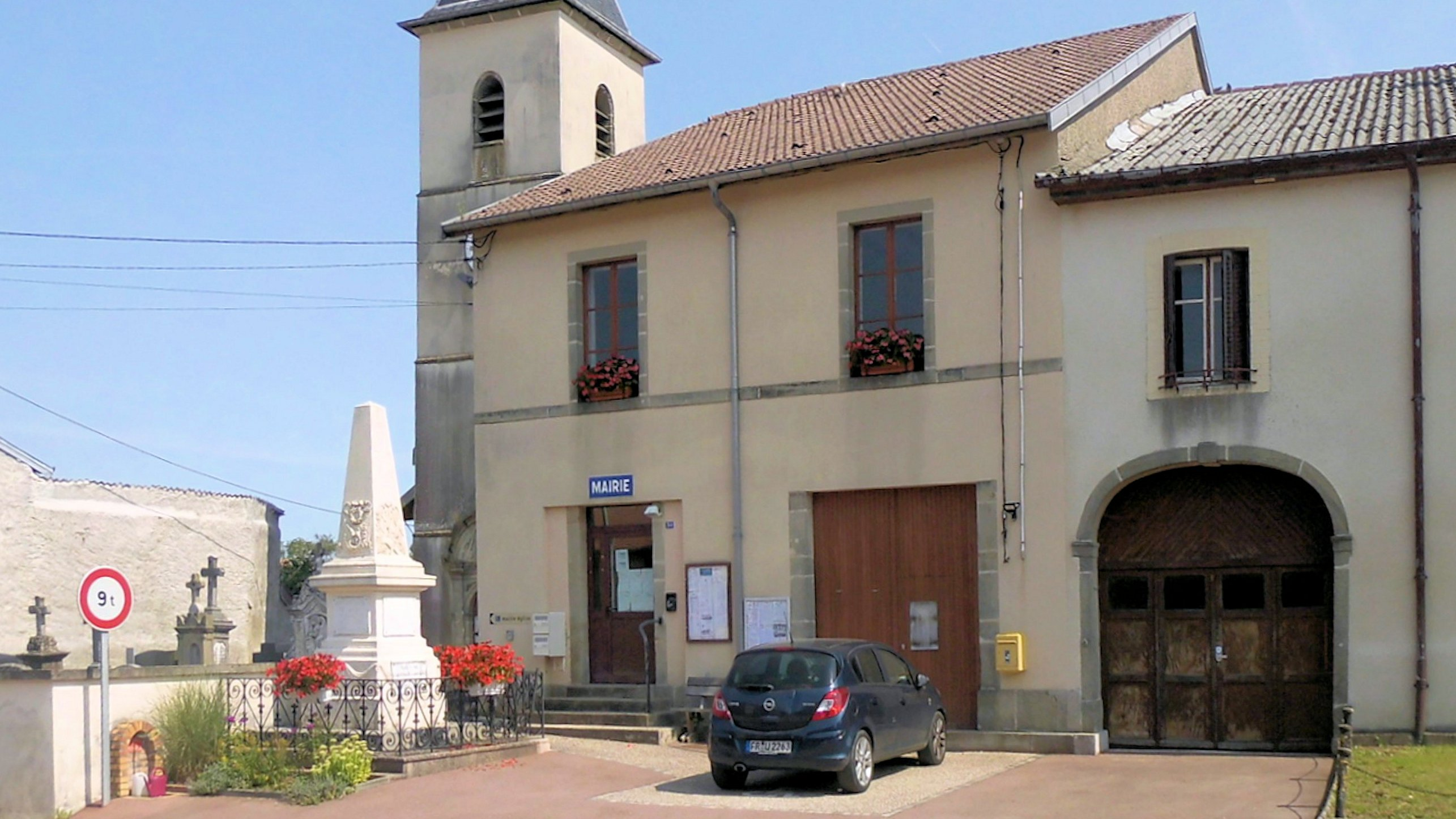
La mairie et le monument aux morts.

En 2022, le budget de la commune était constitué ainsi :
- total des produits de fonctionnement : 184 000 €, soit 1 009 € par habitant ;
- total des charges de fonctionnement : 103 000 €, soit 568 € par habitant ;
- total des ressources d'investissement : 161 000 €, soit 886 € par habitant ;
- total des emplois d'investissement : 263 000 €, soit 1 443 € par habitant ;
- endettement : 1 000 €, soit 8 € par habitant.

Avec les taux de fiscalité suivants :
- taxe d'habitation : 24,48 % ;
- taxe foncière sur les propriétés bâties : 38,38 % ;
- taxe foncière sur les propriétés non bâties : 28,13 % ;
- taxe additionnelle à la taxe foncière sur les propriétés non bâties : 38,75 % ;
- cotisation foncière des entreprises : 18,23 %.

Chiffres clés Revenus et pauvreté des ménages en 2021 : médiane en 2021 du revenu disponible, par unité de consommation : 24 270 €.

## Économie

### Entreprises et commerces

#### Agriculture
- Culture de céréales, de légumineuses et de graines oléagineuses.
- Élevage d'autres bovins et de buffles.
- Exploitation forestière.

#### Tourisme
- Hébergements et restauration à Vittel, Dombasle-devant-Darney, Rouvres-en-Xaintoix, Mirecourt, Claudon.

#### Commerces
- Commerces et services de proximité

## Population et société

### Démographie

#### Évolution démographique
L'évolution du nombre d'habitants est connue à travers les recensements de la population effectués dans la commune depuis 1793. Pour les communes de moins de 10 000 habitants, une enquête de recensement portant sur toute la population est réalisée tous les cinq ans, les populations de référence des années intermédiaires étant quant à elles estimées par interpolation ou extrapolation. Pour la commune, le premier recensement exhaustif entrant dans le cadre du nouveau dispositif a été réalisé en 2005.

En 2022, la commune comptait 186 habitants, en évolution de +7,51 % par rapport à 2016 (Vosges : −2,96 %, France hors Mayotte : +2,11 %).
| 1793 | 1800 | 1806 | 1821 | 1831 | 1836 | 1841 | 1846 | 1856 |
| ---- | ---- | ---- | ---- | ---- | ---- | ---- | ---- | ---- |
| 238  | 257  | 238  | 254  | 265  | 278  | 293  | 274  | 251  |

| 1861 | 1866 | 1876 | 1881 | 1886 | 1891 | 1896 | 1901 | 1906 |
| ---- | ---- | ---- | ---- | ---- | ---- | ---- | ---- | ---- |
| 275  | 254  | 218  | 199  | 230  | 207  | 213  | 217  | 204  |

| 1911 | 1921 | 1926 | 1931 | 1936 | 1946 | 1954 | 1962 | 1968 |
| ---- | ---- | ---- | ---- | ---- | ---- | ---- | ---- | ---- |
| 186  | 163  | 170  | 169  | 158  | 143  | 165  | 160  | 137  |

| 1975 | 1982 | 1990 | 1999 | 2005 | 2006 | 2010 | 2015 | 2020 |
| ---- | ---- | ---- | ---- | ---- | ---- | ---- | ---- | ---- |
| 180  | 167  | 204  | 189  | 175  | 172  | 157  | 175  | 183  |

| 2022 | - | - | - | - | - | - | - | - |
| ---- | - | - | - | - | - | - | - | - |
| 186  | - | - | - | - | - | - | - | - |

### Enseignement
Établissements d'enseignements :
- Écoles maternelles et primaires à Haréville, Vittel, Remoncourt, Contrexéville, Valfroicourt.
- Collèges à Vittel, Contrexéville, Mandres-sur-Vair, Martigny-les-Bains, Mirecourt.
- Lycées à Contrexéville, Mandres-sur-Vair, Mirecourt, Harol.

### Santé
Professionnels et établissements de santé :
- Médecins à Vittel, Remoncourt, Lerrain, Darney, Mattaincourt, Bulgnéville.
- Pharmacies à  Vittel, Remoncourt, Contrexéville, Lerrain, Darney, Mattaincourt, Bulgnéville.
- Hôpitaux à Vittel, Mattaincourt, Ville-sur-Illon.

### Cultes
- Culte catholique, Paroisse Saint-Basle-de-la-Plaine[27], Diocèse de Saint-Dié.

## Lieux et monuments

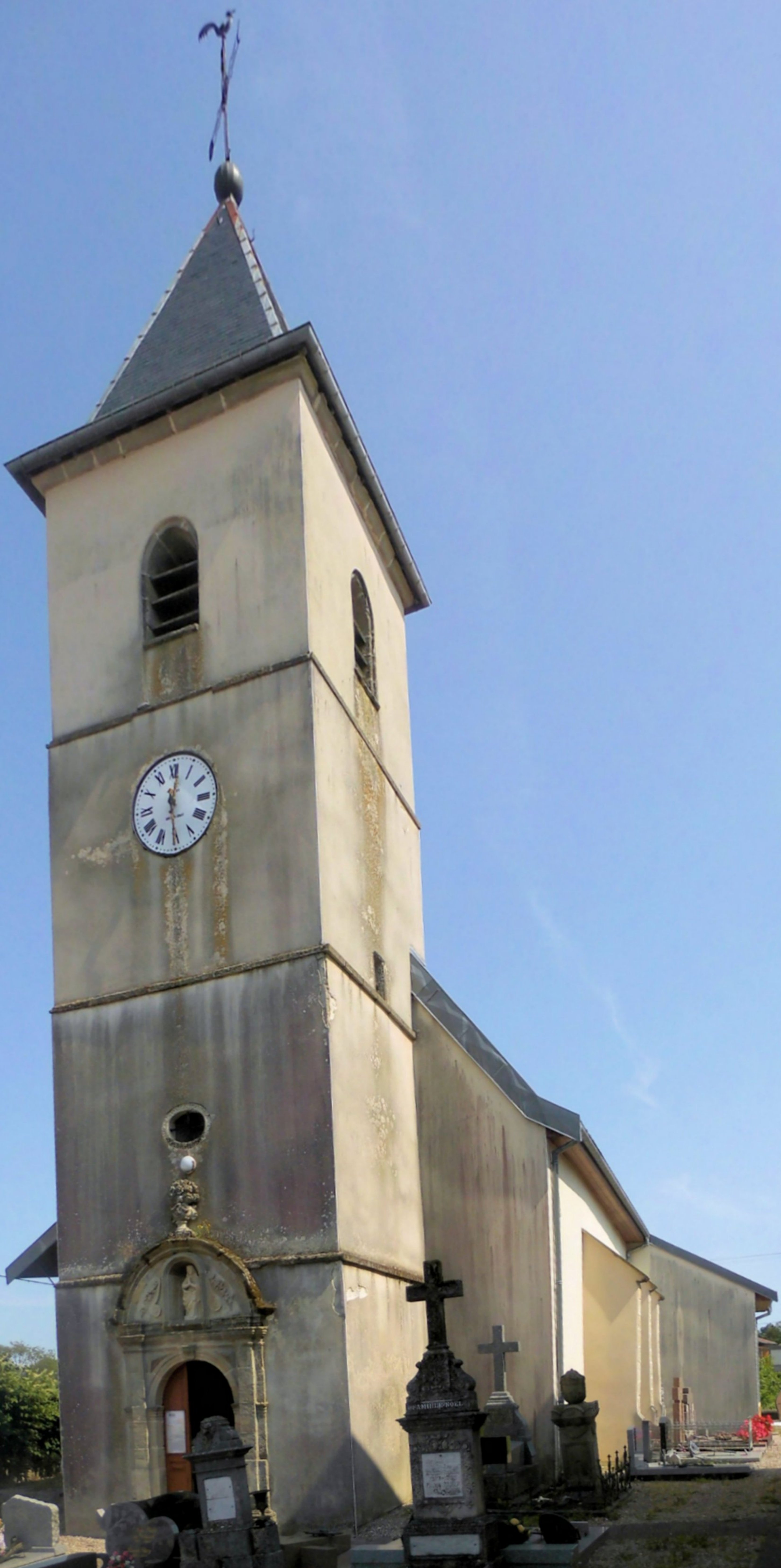
L'église Saint-Jean-Baptiste côté ouest.
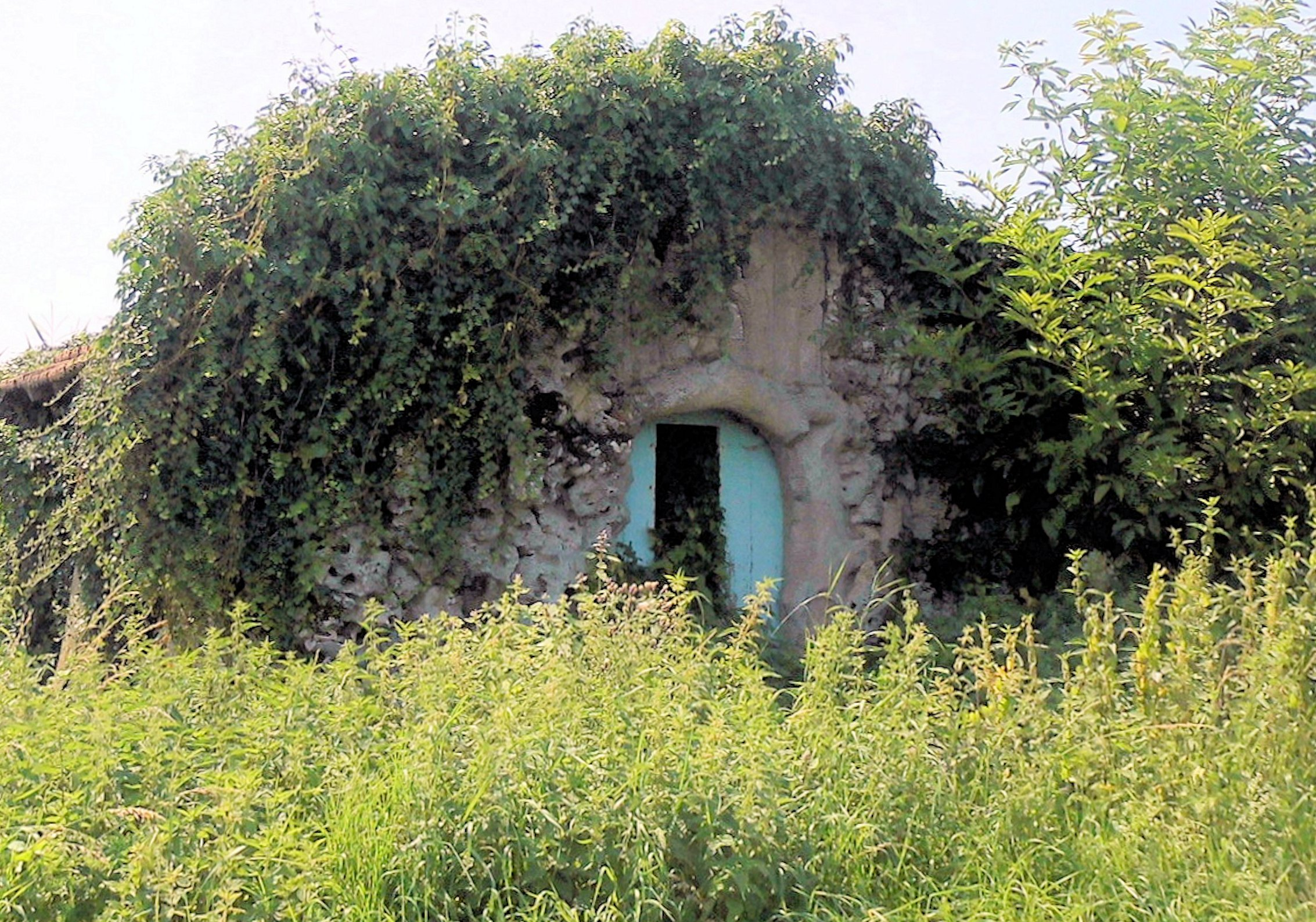
Vestiges de la chapelle, rue de Monthureux[28].
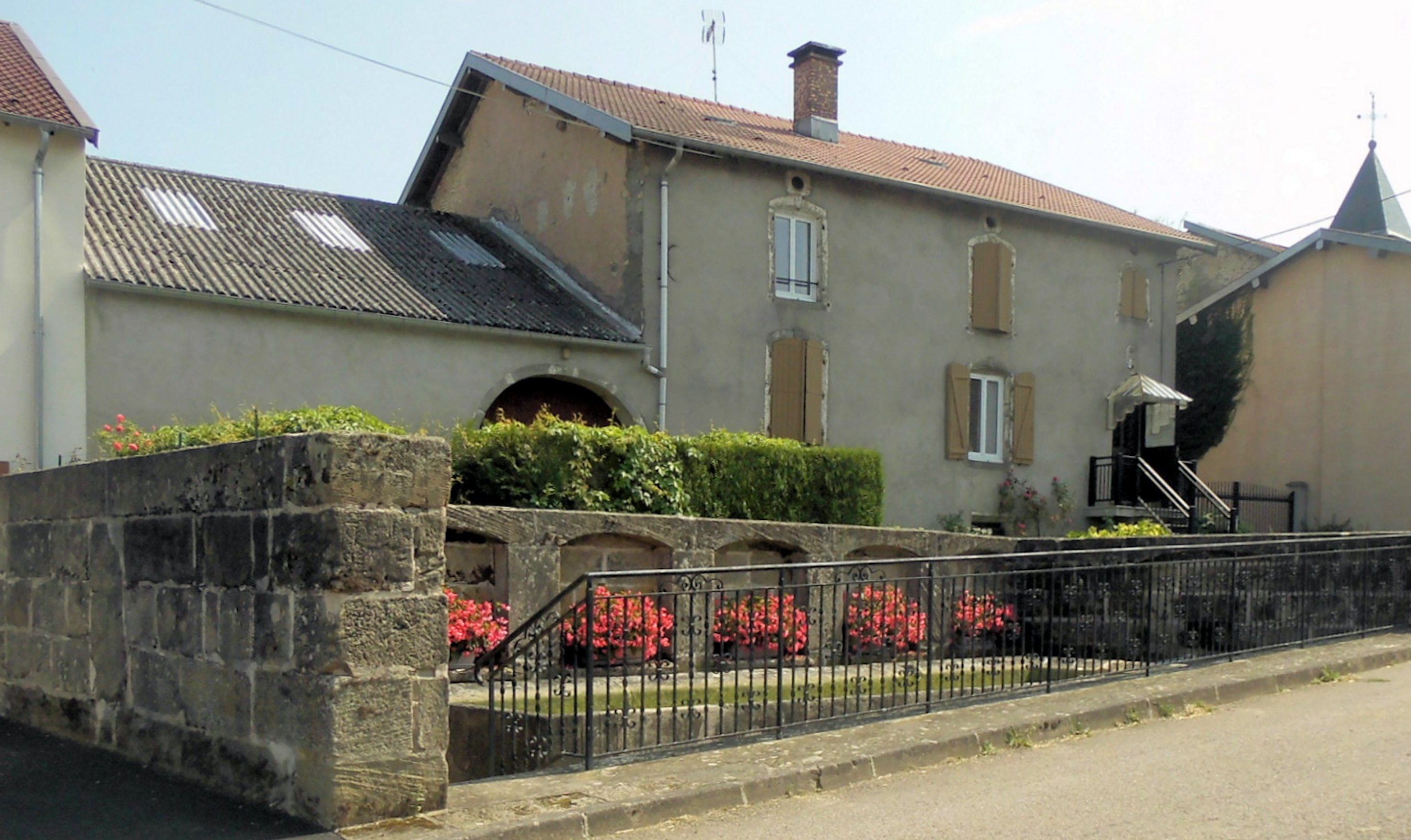
La fontaine-abreuvoir.

- L'ancienne église Saint-Jean-Baptiste et le presbytère de l’ancienne paroisse étaient situés entre Valleroy-le-Sec et Haréville, entièrement détruits par les suédois vers 1644.

3 Cloches.
- Église Sainte-Menne[30].

Patrimoine mobilier :
Statue de confrérie Sainte Manne.
Retable de l'autel latéral nord, bas-relief : Saint Jean-Baptiste.
Retable de l'autel latéral nord, bas-relief : Vierge de l'Immaculée Conception
Vestiges du retable de l'autel latéral nord (relief de saint Jean Baptiste et colonnes).
Vestiges de l'autel latéral sud (relief de l'Immaculée Conception et colonnes).
Vestiges du couronnement de l'autel sud (relief de Dieu le Père).
Statue Éducation de la Vierge.
- Vestiges de la chapelle, rue de Monthureux[39].
- Monument aux morts[40].
- La fontaine-abreuvoir.
- Patrimoine architectural rural recensé par le service de l'Inventaire général du patrimoine culturel[41].

### Cartes postales anciennes

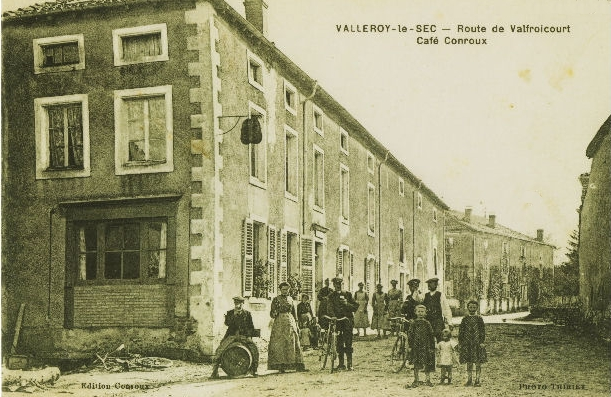
La rue de Valfroicourt vers 1910.
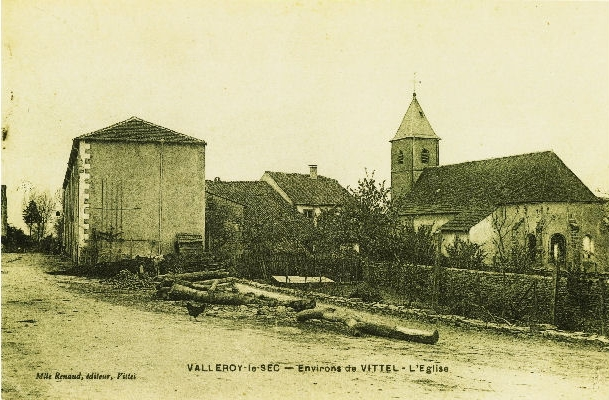
L'église vers 1910.
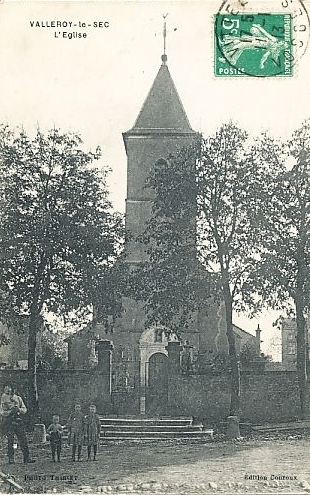
L'église vers 1913.
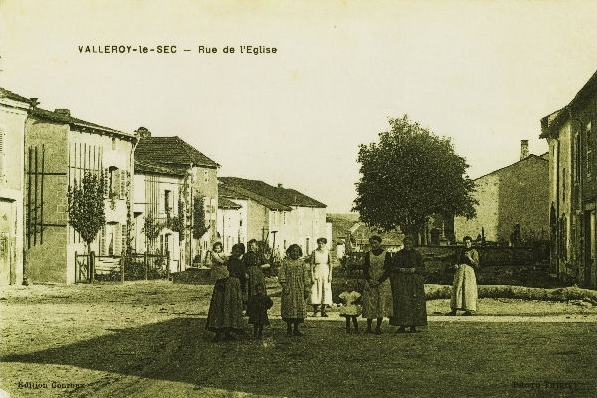
La rue de l'église vers 1910.
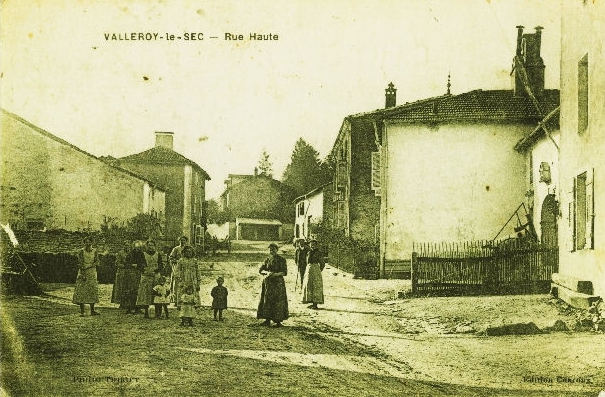
La Rue-Haute vers 1910
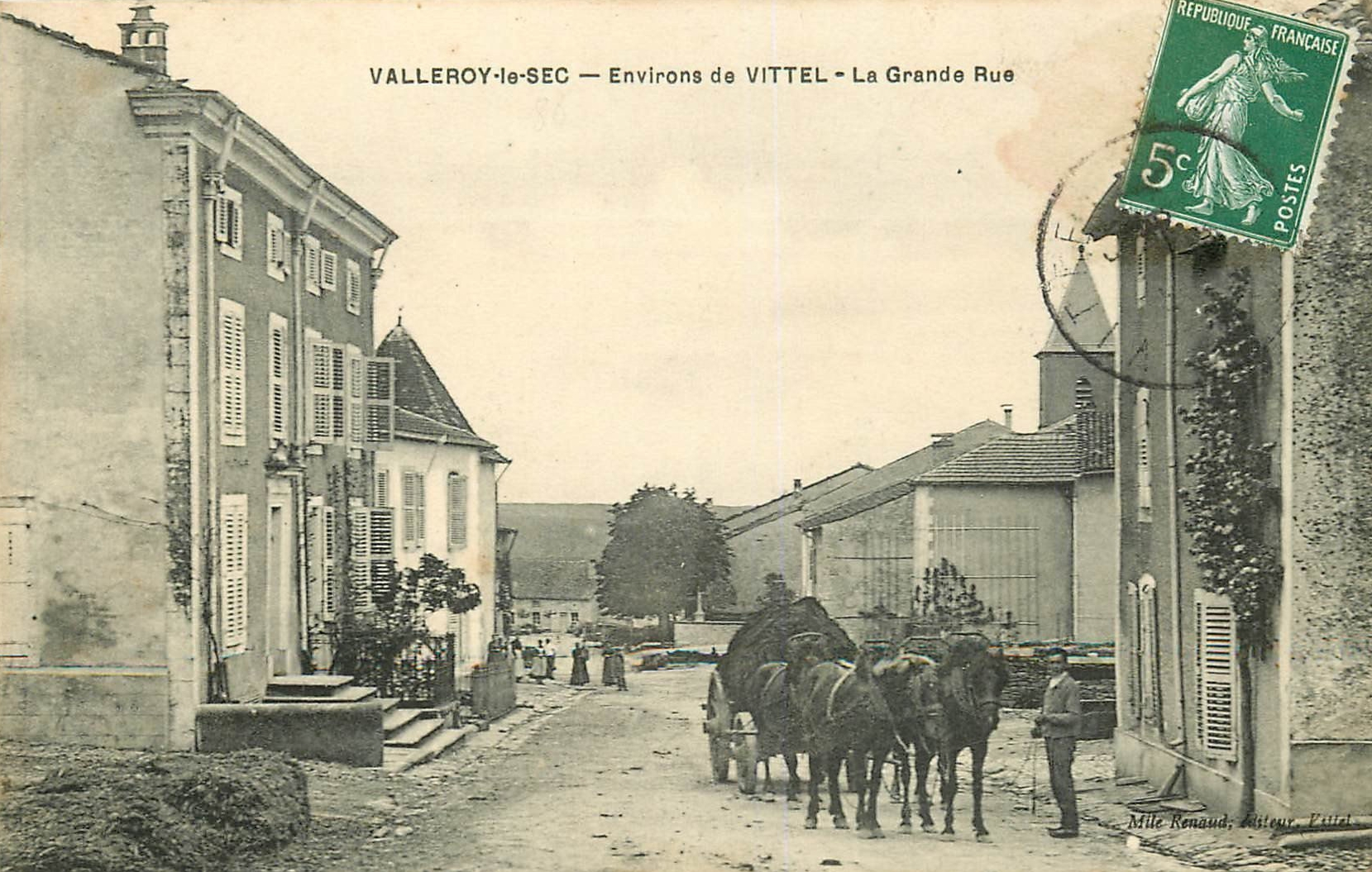
La Grande-Rue vers 1910

### Personnalités liées à la commune
- Henry Nicolas Richard Lafosse, inspecteur général des eaux et forêts[42].

## Pour approfondir